# Нью-Йорк
Нью-Йо́рк (англ. New York City, МФА: [nuːˈjɔɹk] ( прослухати) або The City of New York, дослівно — «Новий Йорк») — найбільше місто у США, розташоване на Атлантичному узбережжі біля гирла річки Гудзон. Населення — 8 175 133 особи (2010), міської агломерації — 19 млн осіб. Оцінка населення на 2018 рік — 8,4 млн осіб.
Нью-Йорк — один із найбільших у світі торговельно-фінансових центрів (Нью-Йоркська фондова біржа, транснаціональні корпорації); великий промисловий центр (одяг, поліграфія, транспортні засоби, харчові продукти) США та Північної Америки; конгломератом портів Нью-Йорк сполучений системою каналів з Великими Озерами; великий транспортний вузол (авіатранспорт); численні вищі школи (Колумбійський університет); Метрополітен Опера; великі парки (Централ-парк); головна частина міста — Мангеттен; музеї, мистецькі галереї; пам'ятки архітектури XVII та XIX століть; численні хмарочоси, переважно на Мангеттені; багато пам'ятників (зокрема Т. Шевченкові в Арров-парку); Статуя Свободи. У Нью-Йорку розташовано штаб-квартиру ООН.
За результатами опитування, що провів журнал Forbes серед фахівців 2010 року, Нью-Йорк потрапив до дванадцятки найкрасивіших міст світу.
У місті існує чимала українська діаспора, діють українська церква святого Юра та різноманітні українські організації.

## Назва
Застаріла українська назва міста — Ню Йорк.

## Історія
Італійський мореплавець Джованні да Верраццано (1485—1528) досяг затоки Нью-Йорк 1524 року, Генрі Гудзон досліджував його 1609 року. Місто засноване як торговельна факторія 1614 року голландцями. 1624 року голландці заснували поселення Мангеттен, від 1626 року — фортеця Новий Амстердам, центр голландської колонії Нові Нідерланди. 1664 року її захопили англійці, які не зустріли опору з боку губернатора Стаувесанта, після чого місто було перейменовано в Нью-Йорк (англ. Новий Йорк), на честь ініціатора захоплення — герцога Йоркського.
Під час війни за незалежність у 1776—1784 англійські війська окупували Нью-Йорк. У період 1785—1789 років він був першою столицею США. Від кінця XVIII століття — важливий порт і осередок торгівлі, промисловості, фінансів, політичного та культурного життя країни. П'ять округів об'єднали 1898 року, і місто зайняло сьогоднішню територію.

### Сучасність
1980-ті роки були періодом помірного зростання, що змінився великим бумом 1990-х років. Пом'якшення расової напруженості, значне падіння рівня злочинності, зростання імміграції оновили місто, і населення Нью-Йорка вперше в його історії перевищило 8 мільйонів осіб. Наприкінці 1990-х місто отримало багато переваг від успіхів індустрії фінансового сервісу в період буму «доткомів». Це стало одним з чинників зростання цін на нерухомість у місті.
Терористичні акти 11 вересня 2001 року торкнулися і столиці США міста Вашингтона, але Нью-Йорк постраждав найбільше внаслідок атак на Всесвітній торговий центр і щільний їдкий дим, який продовжував підніматися від його руїн впродовж декількох місяців після падіння «Веж-Близнюків» та пожежі. Попри це, розчищення епіцентру вибуху завершили швидше, ніж планувалося, і відтоді місто висунуло нові плани для зруйнованої території. Всесвітній торговий центр 1, який побудували на місці Всесвітнього торгового центру, також знаний як Вежа Свободи, став одним з найвищих хмарочосів у світі (1 776 футів або 532,8 м).

## Географія

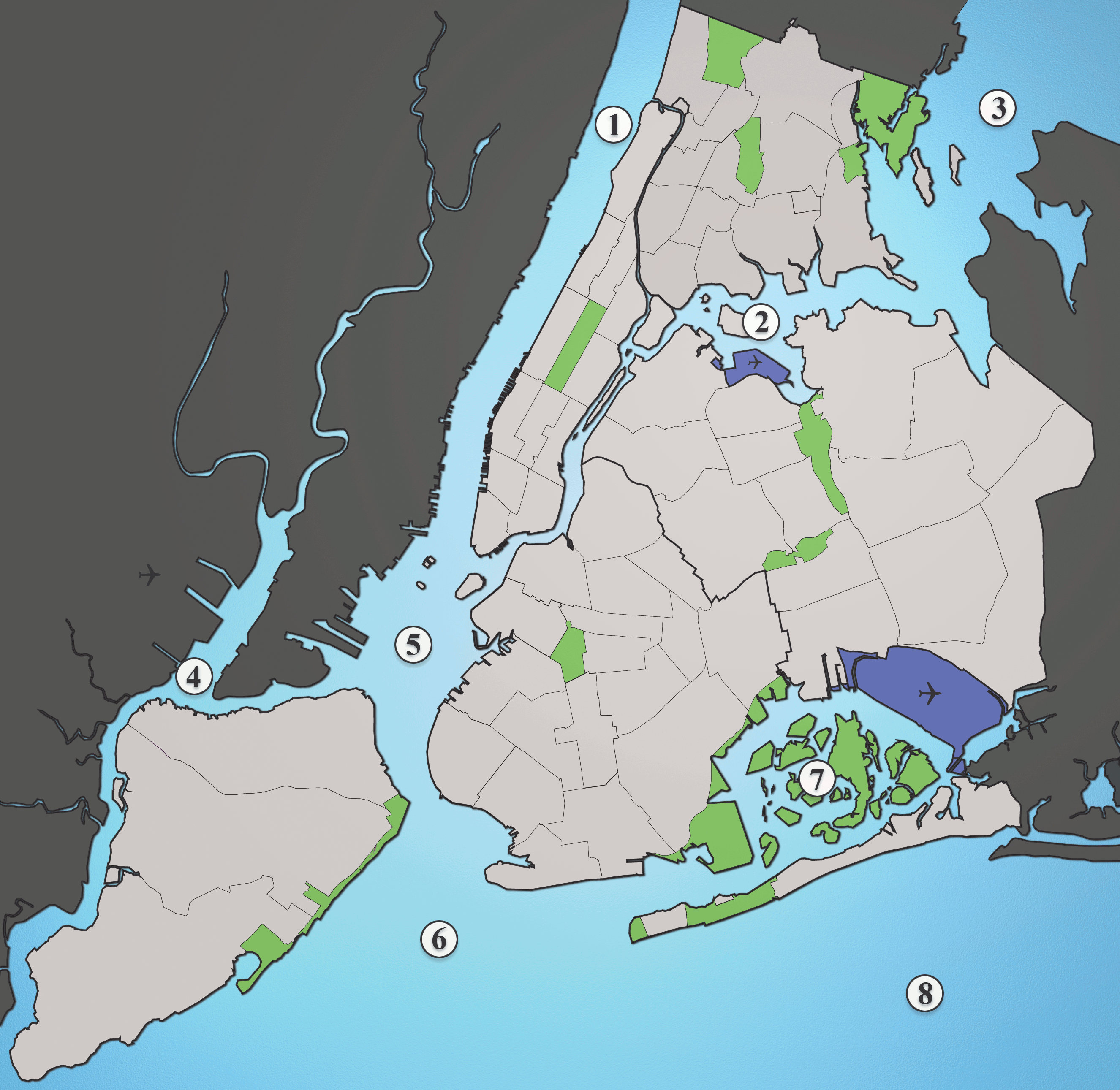
Географія Нью-Йорка: 1. Річка Гудзон, 2. Іст-Ривер, 3. Протока Лонг-Айленд, 4. Затока Ньюарк, 5. Верхня затока Нью-Йорк, 6. Нижня Затока Нью-Йорк, 7. Затока Джемейка, 8. Атлантичний океан.

Місто Нью-Йорк розташоване при злитті річок Гудзон та Іст-Ривер і їх впадіння у затоку Нью-Йорк. Територія міста охоплює острів Мангеттен, острів Стейтен-Айленд, західну частину острова Лонг-Айленд, частину північноамериканського материка — Бронкс, і кілька невеликих островів у Нью-Йоркській гавані. Місто складається з округів (боро):
- Бронкс (населення — 1 364 566 осіб)
- Бруклін (населення — 2 511 408 осіб)
- Мангеттен (населення — 1 606 275 осіб)
- Квінз (населення — 2 256 576 осіб)
- Стейтен-Айленд (населення — 475 014 осіб)

Найвища точка Нью-Йорка — пагорб Тодт-Гілл заввишки 125 м, який знаходиться на Стейтен-Айленді. Стейтен-Айленд — найгорбистіший, просторий і найменш заселений район міста. У густонаселеному Мангеттені навпаки земля обмежена і дорога, що пояснює таку велику кількість висотних будівель і хмарочосів. Згідно з відомостями Бюро Перепису США, місто має площу 1214,4 км², з яких 785,6 км² — суходіл і 428,8 км² (35,31 %) — вода.
Згідно з останніми геологічними дослідженнями американських науковців, проведених 2008 року, за 40 кілометрів на північ від міста перетинаються два геологічні розломи, що робить імовірним землетрус магнітудою до 7 балів. Причому місце перетину розташовується поруч з атомною електростанцією. Тому в майбутньому будуть розроблені додаткові заходи захисту будівель і атомної електростанції.
В 2023 році, вчені NASA зафіксували “рухи землі” під Нью-Йорком. На їх переконання, основною причиною цього руху є просідання ґрунту під мегаполісом через меліорацію та будівництво звалищ. Ситуацію посилили також хмарочоси, під якими земля просідає зі швидкістю 1-2 мм на рік. Ґрунт під містом просідає ще й тому, що земля стала пухкою і стискається. До того ж на цей процес впливає танення давніх льодовиків. Усі зміни здаються незначними, але вони можуть збільшувати чи знижувати ризики повеней у Нью-Йорку. Тепер[коли?] особливо просідають злітно-посадкова смуга в аеропорту Ла-Гуардія та стадіон Артура Еша.

### Клімат
Хоча місто Нью-Йорк розташоване на одній широті з Неаполем та Мадридом, воно має вологий континентальний клімат. Сезонні температури тут вищі, ніж на континенті Північної Америки, тому що Нью-Йорк розташований на узбережжі Атлантичного океану.
Узимку в Нью-Йорку випадає від 63,5 до 88,9 см снігу. Річний вільний від морозу період триває 220 днів. Температури навесні і восени помірні. Влітку погода дуже тепла і вогка. Температури вищі ніж 32 °C бувають 18-25 днів щороку. Існує довгостроковий кліматичний цикл в 70 років між теплими і холодними температурами.
| Клімат Нью-Йорка                          | Клімат Нью-Йорка | Клімат Нью-Йорка | Клімат Нью-Йорка | Клімат Нью-Йорка | Клімат Нью-Йорка | Клімат Нью-Йорка | Клімат Нью-Йорка | Клімат Нью-Йорка | Клімат Нью-Йорка | Клімат Нью-Йорка | Клімат Нью-Йорка | Клімат Нью-Йорка | Клімат Нью-Йорка |
| Показник                                  | Січ.             | Лют.             | Бер.             | Квіт.            | Трав.            | Черв.            | Лип.             | Серп.            | Вер.             | Жовт.            | Лист.            | Груд.            | Рік              |
| Абсолютний максимум, °C                   | 22               | 24               | 30               | 36               | 37               | 38               | 41               | 40               | 39               | 34               | 29               | 24               | 41               |
| Середній максимум, °C                     | 3,5              | 5,3              | 9,8              | 16,2             | 21,6             | 26,3             | 28,9             | 28,1             | 24               | 17,7             | 12,1             | 6,1              | 16,6             |
| Середня температура, °C                   | 0,3              | 1,8              | 6                | 11               | 17               | 21,9             | 24,7             | 24               | 20               | 13,8             | 8,7              | 3,1              | 12,7             |
| Середній мінімум, °C                      | −2,8             | −1,7             | 1,8              | 7,1              | 12,2             | 17,6             | 20,4             | 19,9             | 16               | 10               | 5,3              | 0                | 8,8              |
| Абсолютний мінімум, °C                    | −21              | −26              | −16              | −11              | 0                | 7                | 11               | 10               | 4                | −2               | −14              | −25              | −26              |
| Норма опадів, мм                          | 105              | 80               | 111              | 109              | 119              | 98               | 117              | 107              | 107              | 98               | 110              | 100              | 1261             |
| Днів з опадами                            | 10,4             | 9,2              | 10,9             | 11,5             | 11,1             | 11,2             | 10,4             | 9,5              | 8,7              | 8,9              | 9,6              | 10,6             | 122,0            |
| Днів зі снігом                            | 4,0              | 2,8              | 1,8              | 0,3              | 0                | 0                | 0                | 0                | 0                | 0                | 0,2              | 0,3              | 11,4             |
| Вологість повітря, %                      | 61.5             | 60.2             | 58.5             | 55.3             | 62.7             | 65.2             | 64.2             | 66.0             | 67.8             | 65.6             | 64.6             | 64.1             | 63.0             |
| ----------------------------------------- | ---------------- | ---------------- | ---------------- | ---------------- | ---------------- | ---------------- | ---------------- | ---------------- | ---------------- | ---------------- | ---------------- | ---------------- | ---------------- |
| Джерело: Average Weather for New York, NY |                  |                  |                  |                  |                  |                  |                  |                  |                  |                  |                  |                  |                  |

## Демографія
| Нью-Йорк                                     | Нью-Йорк       | Нью-Йорк      | Нью-Йорк    |
| -------------------------------------------- | -------------- | ------------- | ----------- |
| 2000 Перепис США                             | Місто Нью-Йорк | Штат Нью-Йорк | США         |
| Кількість населення                          | 8,213,839      | 18,976,457    | 281,421,906 |
| Приріст населення, відсоток, 1990 до 2000    | +9.4 %         | +5.5 %        | +13.1 %     |
| Густота населення                            | 26,403/миль²   | 402/миль²     | 80/миль²    |
| Середній домашній річний прибуток (1999)     | $38,293        | $43,393       | $41,994     |
| Бакалавр або вищий                           | 27 %           | 27 %          | 29 %        |
| Народилися за кордоном                       | 36 %           | 20 %          | 11 %        |
| Європеоїдна раса (не-іспанського походження) | 37 %           | 62 %          | 67 %        |
| Негроїдна раса                               | 28 %           | 16 %          | 12 %        |
| Європеоїдна раса (іспанського походження)    | 27 %           | 15 %          | 11 %        |
| Монголоїдна раса                             | 10 %           | 6 %           | 4 %         |

### Історія населення
У минулому переважну більшість населення міста становили переселенці з Європи: в середині 19 століття — переважно ірландці і німці, до початку 20 століття — євреї та італійці. 1940 року приблизно 94 % населення неофіційної столиці США становили білі. Однак етнічний образ стрімко змінювався в міру переселення білих у передмістя. Це явище, що дістало назву «субурбанізація», вперше масово проявилося саме в Нью-Йорку. У межах міста тих, що виїхали, заміняли представники інших рас. За останні десятиліття Нью-Йорк прийняв чимало вихідців з Азії, особливо китайців, індійців і пакистанців, а також уродженців з багатьох країн Латинської Америки і Карибського басейну.
У результаті потужного притоку імміграції Нью-Йорк одним з перших серед американських міст в середині 1980-х років втратив білу більшість і став вотчиною латиноамериканців і афроамериканців. Досі Річмонд — єдиний район з переважанням білого населення, територія міста вже давно являє собою мозаїку Гарлема, Маленької Італії, Чайна-тауна, єврейських «іст-сайдів», латинських кварталів тощо. Справжні масштаби переселенських процесів дозволяє оцінити єдиний у своєму роді Музей імміграції на Елліс-Айленді. Його засновано на місці, де до 1954 року був головний і сумно знаменитий пункт з прийому переселенців, через який пройшло понад 20 млн майбутніх громадян США.
Імміграція — ключовий фактор стрімкого зростання населення міста. У 1870-х роках число жителів історичного ядра графства Нью-Йорк перевалила за мільйон, до моменту утворення 1896 року єдиного Нью-Йорк-Сіті перевищило 3,4 млн осіб. 2000 року в Нью-Йорку мешкали 8 008 278 осіб, існувало 3 021 588 домогосподарств і 1 852 233 сімей. Щільність населення становила — 10 194,2 осіб/км². У місті налічується 3 200 912 житлових одиниць із середньою щільністю 4074,6 осіб/км². Расовий склад міста: 44,66 % білих, 26,59 % афроамериканців, 0,52 % індіанців, 9,83 % азійців, 0,07 % тихоокеанців, 13,42 % інших рас і 4,92 % людей, які зараховують себе до двох або більше рас. 26,98 % населення — латиноамериканці, незалежно від раси.
Медіанний дохід домогосподарств у місті становить $38 293, родин — $41 887. Середній дохід у чоловіків — $37 435, у жінок — $32 949. Дохід на душу населення — $22 402. 21,2 % населення та 18,5 % сімей перебувають за межею бідності. З усіх людей, що живуть у бідності, 30,0 % молодші за 18 років і 17,8 % старші за 65 років.

### Перепис 2010
Згідно з переписом 2010 року, у місті мешкали 8 175 133 особи в 3 109 784 домогосподарствах у складі 1 850 221 родини. Густота населення становила 6738 осіб/км². Було 3371062 помешкання (2778/км²).
Расовий склад населення:
| - 44,0 % — білих - 25,5 % — чорних або афроамериканців - 12,7 % — азійців - 0,7 % — корінних американців - 0,1 % — вихідців з тихоокеанських островів - 13,0 % — осіб інших рас |

До двох чи більше рас належало 4,0 %. Іспаномовні складали 28,6 % від усіх жителів.
За віковим діапазоном населення розподілялося таким чином: 21,6 % — особи молодші 18 років, 66,3 % — особи у віці 18—64 років, 12,1 % — особи у віці 65 років та старші. Медіана віку мешканця становила 35,5 року. На 100 осіб жіночої статі у місті припадало 90,4 чоловіків; на 100 жінок у віці від 18 років та старших — 87,0 чоловіків також старших 18 років.
Середній дохід на одне домашнє господарство становив 85 704 долари США (медіана — 53 373), а середній дохід на одну сім'ю — 94 634 долари (медіана — 59 285). Медіана доходів становила 50 195 доларів для чоловіків та 46 330 доларів для жінок. За межею бідності перебувало 20,6 % осіб, у тому числі 29,5 % дітей у віці до 18 років та 18,8 % осіб у віці 65 років та старших.
Цивільне працевлаштоване населення становило 3 929 851 особа. Основні галузі зайнятості: освіта, охорона здоров'я та соціальна допомога — 26,4 %, науковці, спеціалісти, менеджери — 13,0 %, мистецтво, розваги та відпочинок — 10,9 %, роздрібна торгівля — 9,9 %.

### Українсько-американська громада
У Нью-Йорку функціонують Український Інститут Америки (від 1948), відділення Української вільної АН (від 1950), Шкільна Рада при УККА (від 1953), Український Музей (від 1976), інші установи та організації іммігрантів з України.
20 грудня 1958 року в італійській кав'ярні «Павич» на Вест-стріт, 4 засновано українську літературну організацію Нью-Йоркська група. В Арров-парку встановлено пам'ятник Тарасу Шевченку.

#### Українці Нью-Йорка
Народились:
Проживали:
Померли:
- Бакович Петро — сотник Армії УНР i УГА, крайовий комендант УВО
- Гайворонський Михайло Орест — головний капельмейстер Армії УНР (1920 р.), композитор, музикант, диригент, педагог, скрипаль, критик, громадський діяч.[22]
- Ільницький Роман — громадсько-політичний діяч, заступник міністра народного господарства в УДП, голова Політради ОУНЗ.
- Цісик Володимир — галицький український скрипаль-віртуоз, музичний діяч і педагог, професор; батько Марії та Квітки Цісик.

## Економіка

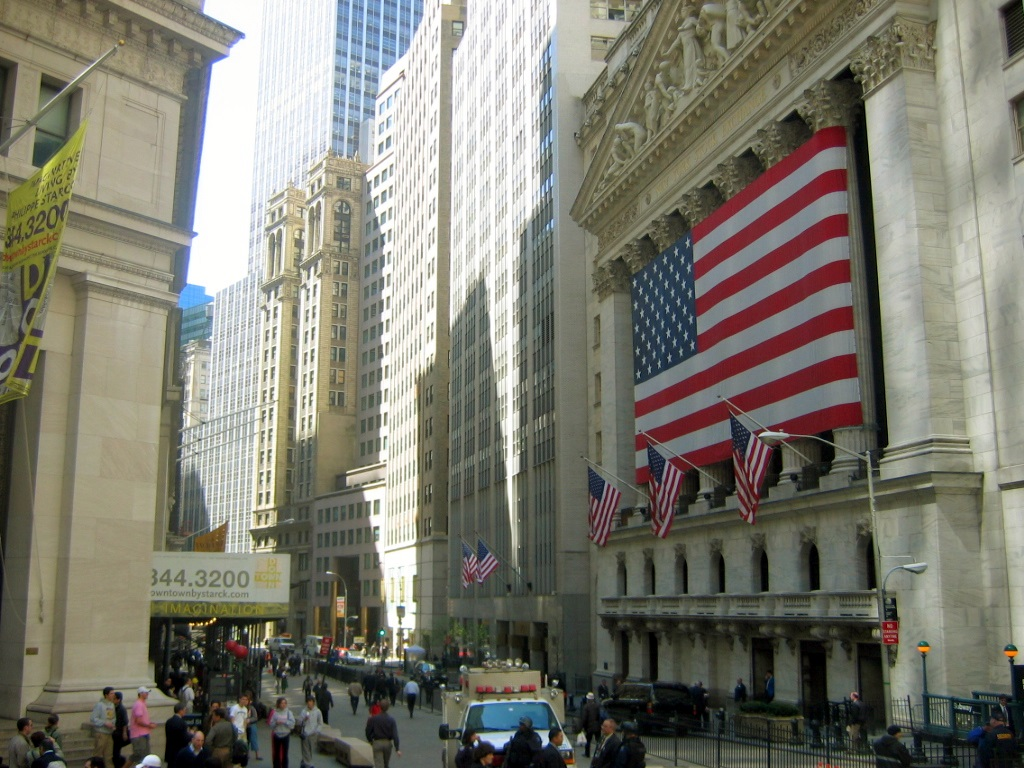
Досконалий мармуровий фасад Нью-Йоркської фондової біржі (NYSE), вигляд з перехрестя Бродвею й Уолл-стріт

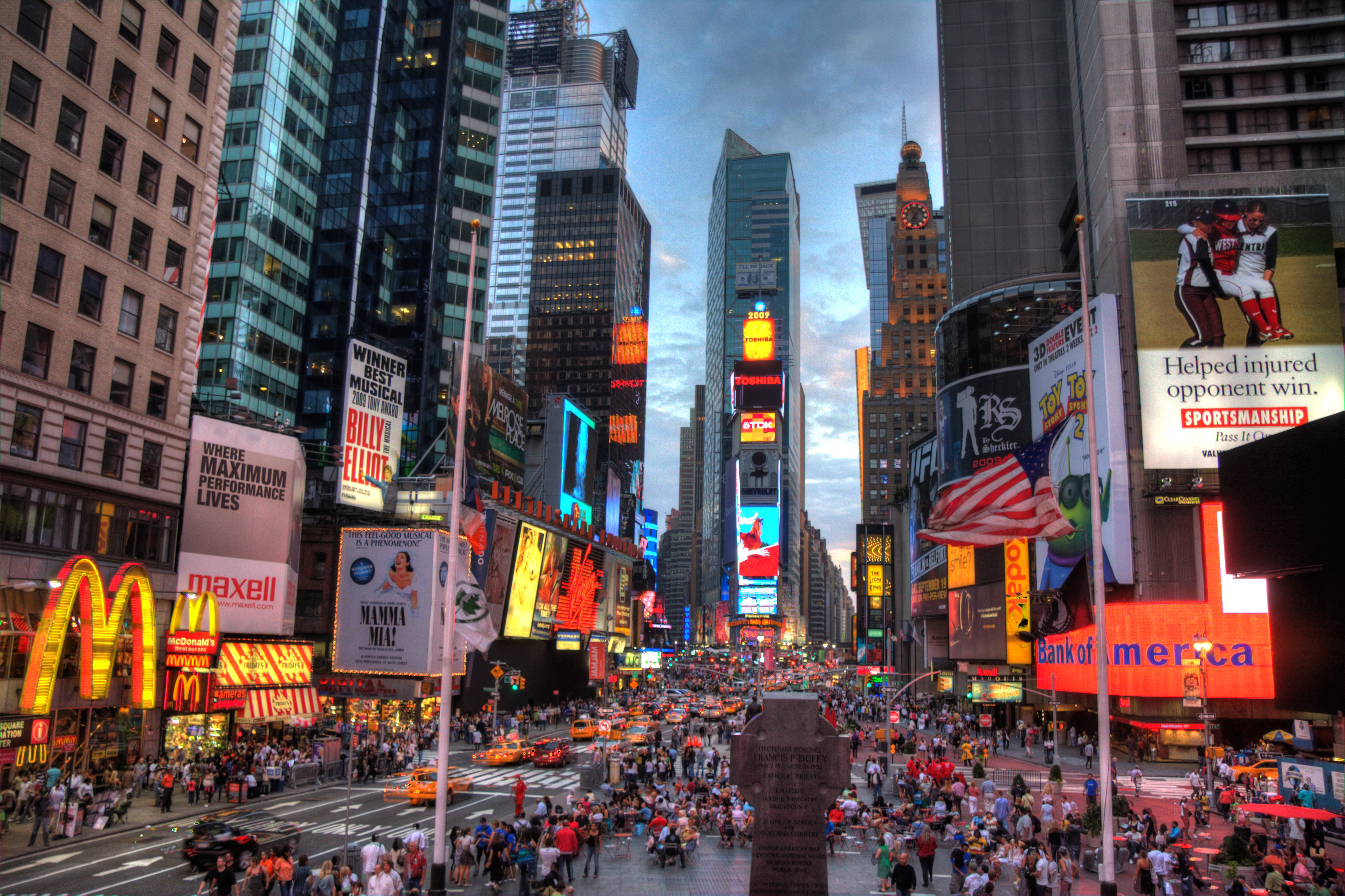
Площа Таймс-Сквер в Мангеттені

Нью-Йорк — найважливіший економічний центр Сполучених Штатів і всього світу. Нью-Йорк, разом з Лондоном і Токіо, називають одним з трьох основних центрів світової економіки. Валовий регіональний продукт міського регіону Нью-Йорка 2007 року становив $1 210 200 млн, що підійняло його на перше місце серед метрополісів США.
Нью-Йорк — найважливіший фінансовий центр країни та світу, фінансові організації, розташовані в місті, на кінець 2008 року контролювали до 40 % світових фінансів. Нью-Йорк обрали місцем розташування своїх штаб-квартир такі фінансові організації, як Citigroup, J.P. Morgan Chase & Co., American International Group, Goldman Sachs Group, Morgan Stanley, Merrill Lynch тощо. Крім цього в місті розташовані штаб-квартири багатьох великих нефінансових корпорацій, серед яких Verizon Communications, Pfizer, Alcoa, News Corp., Colgate-Palmolive та інші. У місті розташовані такі біржі: Нью-Йоркська фондова біржа, NASDAQ, Американська фондова біржа, Нью-Йоркська товарна біржа і Нью-Йоркськ Рада Торгівлі. Нью-Йоркська фінансова галузь зосереджена на Волл-стріт в нижньому Мангеттені.
Важлива роль у міській економіці зберігається і за традиційним виробництвом, хоча частка зайнятих у цьому секторі зменшується. Основні галузі промисловості, розвинені в місті: машинобудування, хімічна промисловість, виробництво текстилю, харчових продуктів. Швидко розвиваються новітні галузі: біотехнології, розробка програмного забезпечення, інтернет-бізнес. Серйозна роль належить будівництву та девелопменту: Нью-Йорк знаний як місто з однією з найвищих цін на нерухомість у світі.
Спочатку Нью-Йорк був центром американської кінематографії, але потім поступився цією роллю Голлівуду, однак і тепер у Нью-Йорку продовжують створювати деякі фільми і телепередачі. Нью-Йорк — столиця моди США, тут розташовані штаб-квартири багатьох модельєрів. У Нью-Йорку знаходиться безліч видавництв, і тут часто вперше друкуються нові книжки. Значний розвиток отримала туристична індустрія.

## Транспорт та інфраструктура

### Транспорт
До громадського транспорту Нью-Йорка належать метро, автобуси, таксі, міський потяг Стейтен-Айленда, канатна дорога на острові Рузвельта, поїзд-Аероекспрес і пором на Стейтен-Айленд. Майже всі з цих систем, а також приміські потяги та автобуси експлуатуються однією компанією (MTA) і мають єдину систему оплати проїзду за магнітними квитками (MTA metrocard). На відміну від інших великих міст США, у Нью-Йорку громадський транспорт найпопулярніший спосіб пересування. Так, у 2005 році 54,6 % жителів Нью-Йорка добиралися до роботи, використовуючи громадський транспорт. Приблизно кожен третій користувач громадського транспорту в США і дві третини користувачів залізниці живе в Нью-Йорку та його передмістях. Це сильно відрізняє його від решти частини країни, де близько 90 % жителів передмість використовують власні автомобілі для пересування до робочого місця. Нью-Йорк — єдине місто в Сполучених Штатах, де більше ніж у половині домогосподарств немає автомобіля (при цьому в Мангеттені аналогічний показник перевищує 75 %, а в цілому по країні відсоток таких домогосподарств становить всього 8 %). Згідно з Бюро перепису США, жителі Нью-Йорка в середньому витрачають 38,4 хвилини на день для того, щоб дістатися до своєї роботи.

#### Міський транспорт

##### Метрополітен

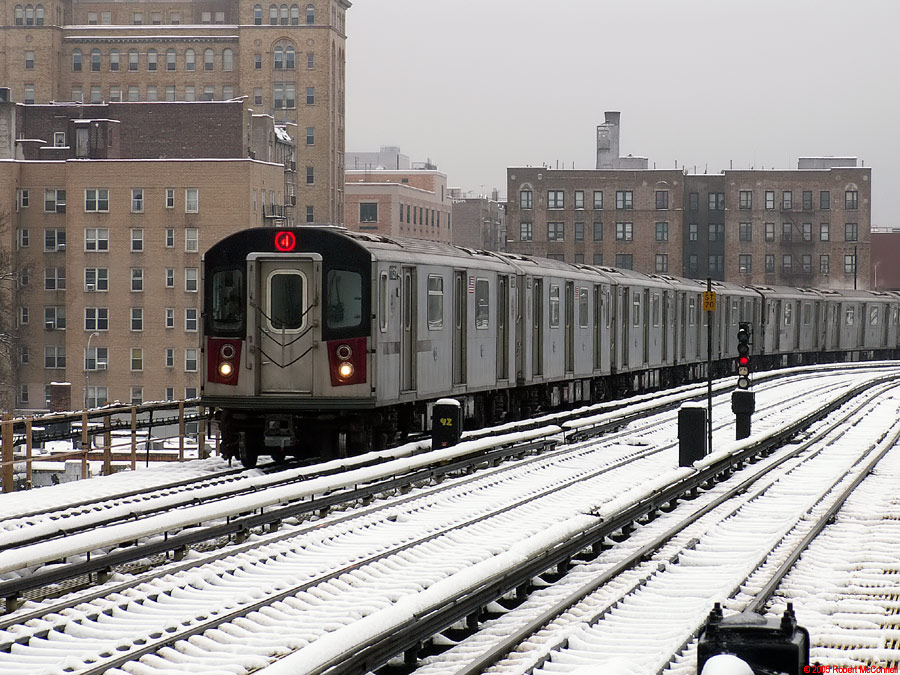
Поїзд нью-йоркського метро на поверхні

Метрополітен Нью-Йорка має 486 станцій на 26 маршрутах, має загальну довжину 1355 км і є найдовшим у світі за загальною довжиною маршрутів (метро, найдовше за лініями — Шанхайське). Метро охоплює 4 з 5-ти міських районів (Мангеттен, Бруклін, Квінз і Бронкс). Воно традиційно іменується «subway» (підземка), хоча 40 % шляхів і третина станцій розташовані на поверхні і розташовані на рівні землі або на естакадах.
Перша лінія метрополітену в Нью-Йорку була відкрита в 1868 році приватною компанією BRT. До 1932 року метрополітен знаходився у приватному володінні та належав двом компаніям: BRT і IRT. Потім до них додалася муніципальна компанія, яка в 1940 році скупила обидві приватні і об'єднала міський метрополітен в єдиний господарський комплекс. У наш час[коли?] управляє метрополітеном компанія — МТА — також управляє і мережею міських автобусних маршрутів.
За винятком деяких маршрутів, метрополітен працює цілодобово, перевозячи близько чотирьох мільйонів людей на добу.
У даний час почалася розробка проєкту по переведення нью-йоркського метрополітену на автоматичне управління.
Вартість проїзду станом на лютий 2015 р. наступна:
- Одноразова поїздка — $ 2,75 (одноразовий квиток для поїздки на метро дає право протягом 2-х годин продовжити поїздку на автобусі міської автобусної мережі, також керованої МТА).
- Проїзний квиток на 7 діб коштує $ 30, на 30 діб — $ 112. При цьому багатоденний проїзний квиток дає право на багаторазовий без обмежень проїзд в метрополітені та в автобусах міста протягом терміну його дії.

Відлік початку терміну дії проїзного (тобто фіксація першої доби використання квитка) проводиться з моменту першого проходу через турнікет метрополітену або автобуса незалежно від часу проходу і закінчується о 24:00 останньої доби дії.

##### Автобус
Нью-Йорк має розвинену мережу автобусних маршрутів, яка щодня перевозить понад 2 мільйони пасажирів. Автобусна мережа Нью-Йорка включає понад 200 місцевих (курсують суто по своєму району) і 30 швидкісних (міжрайонних) маршрутів, на яких працює понад 5900 автобусів. Кожен місцевий маршрут має номер і буквений префікс, що позначає район, який він обслуговує (B — Бруклін, Bx — Бронкс, M — Мангеттен, Q — Квінз, S — Стейтен-Айленд), а швидкісні маршрути позначені префіксом X.
Вартість проїзду станом на січень 2010 р. — $ 2,25 (можна оплатити монетами при вході в передні двері автобуса в автоматі, розташованому перед водієм). При цьому у водія можна попросити «трансфер». Цей документ дозволяє протягом 2-х годин зробити пересадку і без оплати продовжити рух на іншому автобусі (в попутному або поперечному напрямку, але не в зворотному), або на метро. Також для проїзду можна скористатися квитком, виданому в метрополітені, після використання цього квитка для поїздки на поїзді метро.

##### Міський поїзд Стейтен-Айленда
Не пов'язана з метро і приміськими поїздами, лінія міського потяга на Стейтен-Айленді (англ. Staten Island Railway) має потяги, аналогічні метрополітенівським, і діє під керуванням тієї ж компанії MTA. Розглядаються проєкти з перетворення діючих і покинутих залізничних ліній острова у дві лінії легкого метро.

##### Канатна дорога

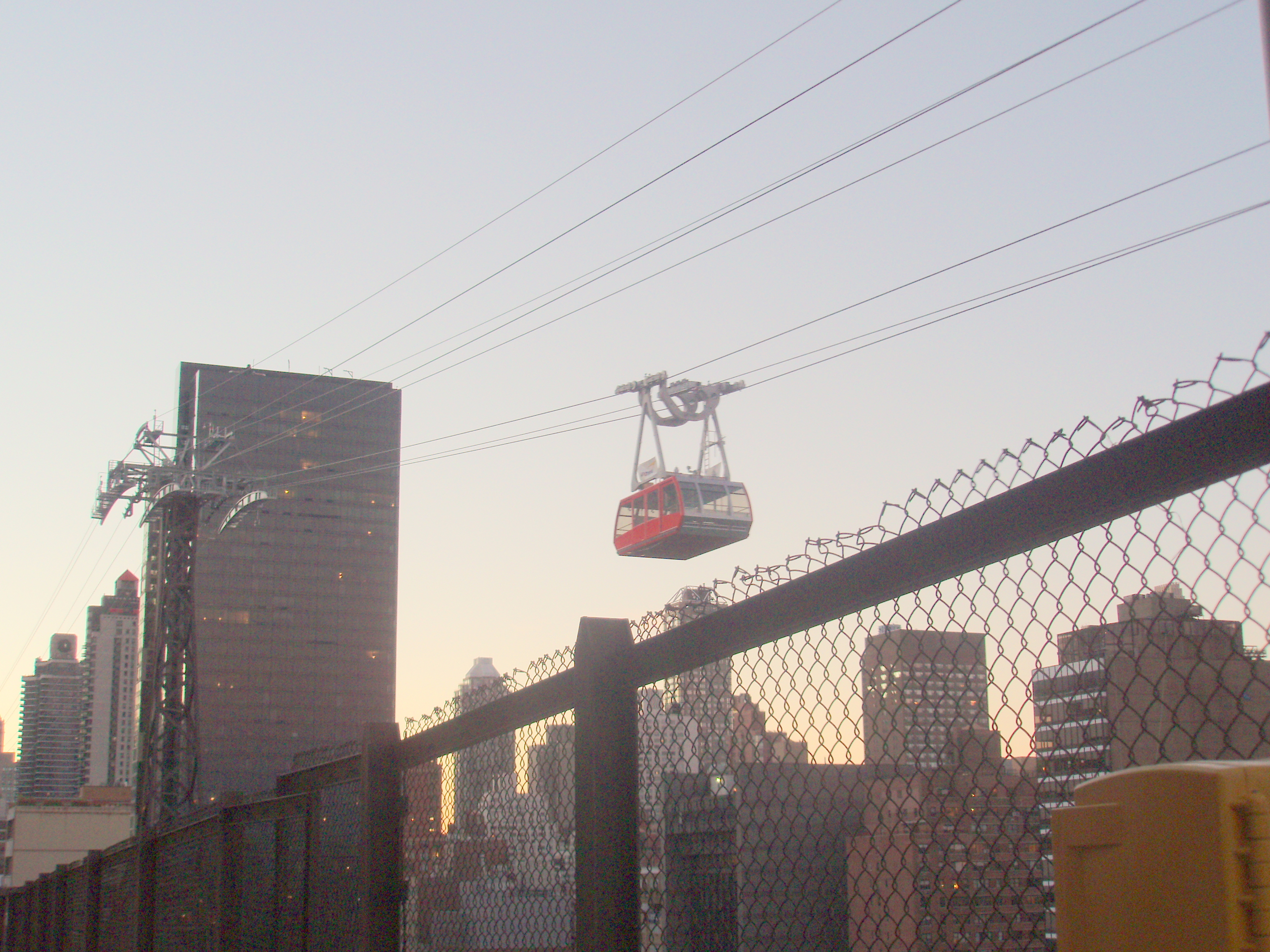
Канатна дорога, що сполучає Мангеттен і острів Рузвельта

1976 року була запущена канатна дорога, що сполучає Мангеттен та острів Рузвельта (англ. Roosevelt Island Tramway). Дорога має довжину 940 м і дві станції і управляється компанією MTA.

##### Потяг-Аероекспрес
Найновіша в міському транспорті, система автоматичних поїздів («peoplemover»-піплмувер) Аероекспрес («airtrain») діє з 2003 року, пов'язує головний аеропорт (ім. Кеннеді) з лініями метро і приміських поїздів, має 3 маршрути на лінії завдовжки 13 км і управляється компаніями, відмінними від MTA.

##### Таксі

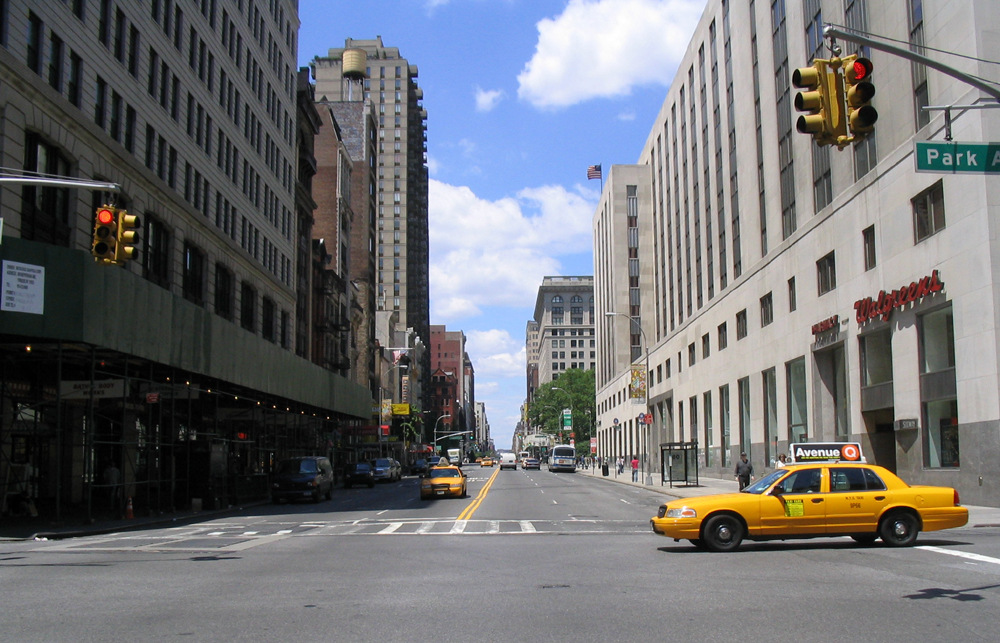
Нью-Йоркське таксі

Традиційно жовті і численні нью-йоркські таксі користуються дуже великою популярністю.

##### Пором
Попри наявність об'їзних тунелів і мостів через інші райони, діє безкоштовний пором між Мангеттеном і Стейтен-Айлендом.

#### Приміський транспорт

##### Потяги
Під управлінням компанії MTA діють приміські електропоїзди на Лонг-Айленді і на деяких інших напрямах.

##### Автобуси
Приміські автобуси пов'язують місто з найближчими містами і селищами штатів Нью-Йорк та інших сусідніх і також керуються компанією MTA.

#### Міжміський транспорт

##### Авіасполучення
Безпосередньо в Нью-Йорку є два аеропорти, які використовуються для пасажирських перевезень. Вони розташовані в районі Квінз на Лонг-Айленді. Один з них — аеропорт Кеннеді — на південній околиці Квінзу, другий — аеропорт Ла-Гуардія — на північній, причому обидва біля атлантичних вод.
Аеропорт Кеннеді — найважливіший і найбільший аеропорт у Нью-Йорку, через який здійснюються основні міжнародні перевезення.
Аеропорт Ла-Гуардія використовується переважно для рейсів в межах США. Названий на честь відомої в США людини — мера Нью-Йорка Фіорелло Ла Ґуардія.
Крім того, Нью-Йорк обслуговується і великим аеропортом Ньюарк, хоча він розташований в іншому штаті — Нью-Джерсі, на західному березі річки Гудзон.

##### Залізниця
Від центрального вокзалу (найбільшого в світі за кількістю платформ і шляхів) за кількома напрямами у всі кінці країни відходить безліч маршрутів поїздів.

##### Автобуси
Міжміські автобуси вирушають з Нью-Йорка до багатьох міст на Східному узбережжі й традиційно популярні не менше, ніж міжміські поїзди.

### Споруди інфраструктури
Розташоване на окремих островах і півостровах, місто знамените і має велику кількість мостів і тунелів. Суміжні частини міста між собою, а також з пов'язаними містами Джерсі-Сіті, Ньюарк і іншими одночасно з'єднані, як правило, кількома мостами і тунелями.

#### Мости
Найзнаменитіші мости Бруклінський, Вільямсбургський, Мангеттенський і Верразано, один з найбільших в світі висячих мостів.

#### Тунелі
Найвідоміший з міських і перший у світі з підводних автотунелів, Гудзоновий тунель та інші тунелі з'єднують Мангеттен з іншими частинами міста (крім Стейтен-Айленд).

## Планування міста

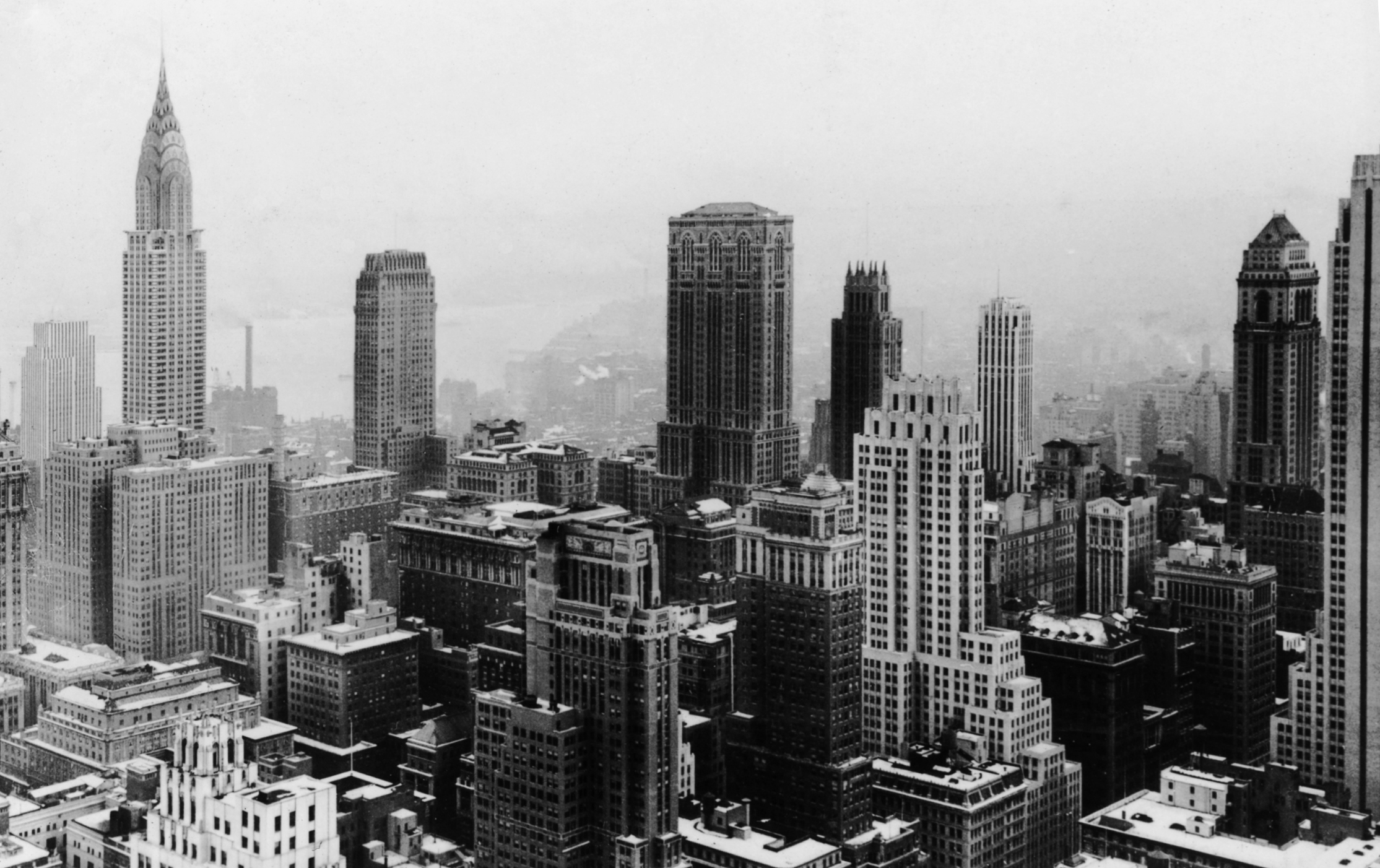
Панорама Нью-Йорка з даху Рокфеллер Центр, фото 1932 року

Нью-Йорк — місто порівняно молоде, його планування не обтяжене багатовіковими нашаруваннями історичних та архітектурних епох. Перші два століття його історії залишили свій слід лише на південному краї Мангеттена, приблизно на площі, що відповідає нинішньому Фінансовому округу (близько 1км²). В середині 17 століття територія Нового Амстердама була ще менше: північна межа міста проходила по дерев'яній стіні (вздовж нинішньої Уолл-стріт) і обмежувала територію приблизно в 22 га. Напрями вулиць пролягали вздовж узбережжя Гудзону й Іст-Рівер.
Подальша забудова міста складалася спочатку нерегулярною. Містобудівного плану в сучасному розумінні не існувало. Район Гринвіч-Віллидж почав забудовуватися в західно-східному напрямку. 1811 року двопалатний законодавчий орган штату Нью-Йорк прийняв «Комісійний» план забудови та продажу землі на території штату від сучасної 14-ї стріт до північного краю Мангеттена.
План передбачав суворо ортогональну орієнтацію вулиць по всій незабудованій території острова. Таким чином, місто не отримувало одного яскраво вираженого центру. Хоча план піддавався критиці за монотонність, подальший розвиток містобудування підтвердив його правильність: автомобільний рух по рівномірно розподілених вулицях значно менш схильний до дорожніх заторів, ніж у старих європейських містах радіально-кільцевої структури.
Вулиці, паралельні Гудзону, отримали назву «авеню» (від першої до дванадцятої зі сходу на захід і додатково від A до D в районі Іст-Віллидж — «алфавітний район»), поперечні нумерувалися цифрами і називалися «стріт». Все місто виявилося розбитим на квартали площею близько 2 га. Планувалося створити 16 поздовжніх авеню і 155 поперечних вулиць. 1853 року між 5-й і 8-й авеню (від 59-ї до 110-ї вулиці) було виділено місце для Центрального парку. Деякі вулиці отримали згодом власні імена (Парк-авеню, Вест-енд та інші). Інші вулиці прокладені додатково (Медісон-авеню, Лексінгтон-авеню).
Виняток становить Бродвей: він перетинає практично все місто навскіс і продовжується в Гарлем і Бронкс. Згідно з легендою, лінія однієї з найзнаменитіших вулиць світу повторює стежку, по якій індіанці гнали худобу на водопій.

### Райони
Нью-Йорк складається з п'яти районів, або ж боро. Кожен з них також є округом. До них належать:
- Мангеттен (Manhattan) — на заході і у центрі міста.
- Квінз (англ. Queens) — на сході, на Лонг-Айленді.
- Бруклін (англ. Brooklyn) — На південному сході. На Лонг-Айденді.
- Бронкс (англ. Bronx) — на півночі і північному сході міста.
- Стейтен Айленд (англ. Staten Island) — на однойменному острові на південному заході Нью-Йорка.

## Архітектура Нью-Йорка

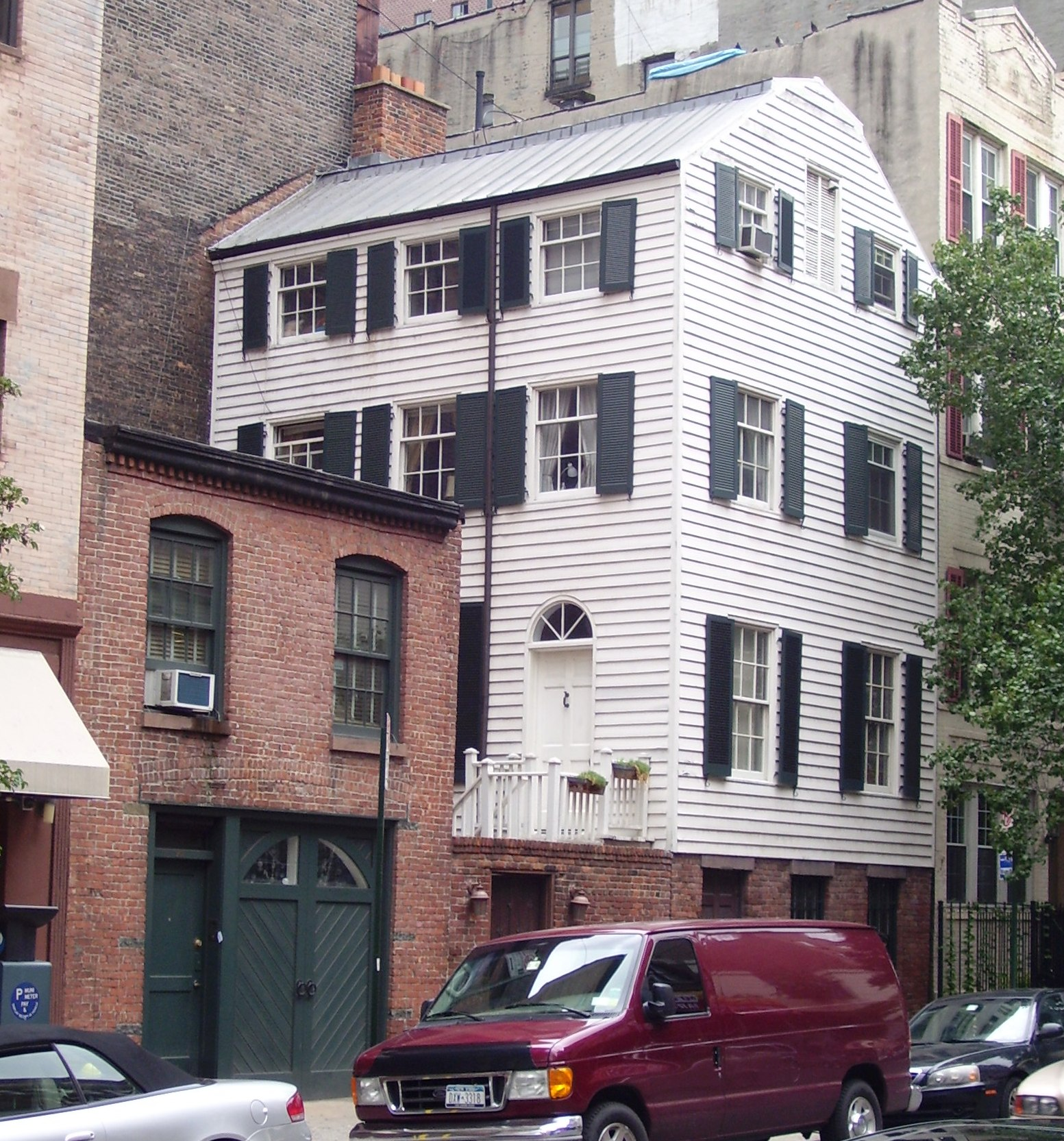
203, 29-та стріт: дерев'яний каркасний (1870 рік) і цегляний будинок (1790)

Нині архітектура міста має дві потужні домінанти, підкреслені великою кількістю хмарочосів: Фінансовий округ і Середній Мангеттен. Частина міста на захід від П'ятої авеню називається західною, решта — східною. Поперечні вулиці мають, таким чином, різне найменування в різних частинах міста, наприклад, 42-га західна і 42-га східна вулиці.
У XVII—XVIII століттях у будівництві переважали дерев'яні каркасні і зроблені з колод будинки, устрій яких перенесено з Європи тодішніми колоністами. Однак після спустошливої пожежі 1835 року дерев'яне будівництво обмежили. В XIX столітті місто забудовується будинками переважно з цегли і природного каменю, які завозився з каменоломень Нової Англії. Всі будівлі вище шести поверхів обов'язково оснащувалися водонапірними резервуарами для того, щоб знизити необхідний тиск у водопровідних магістралях.

### Надвисотне будівництво

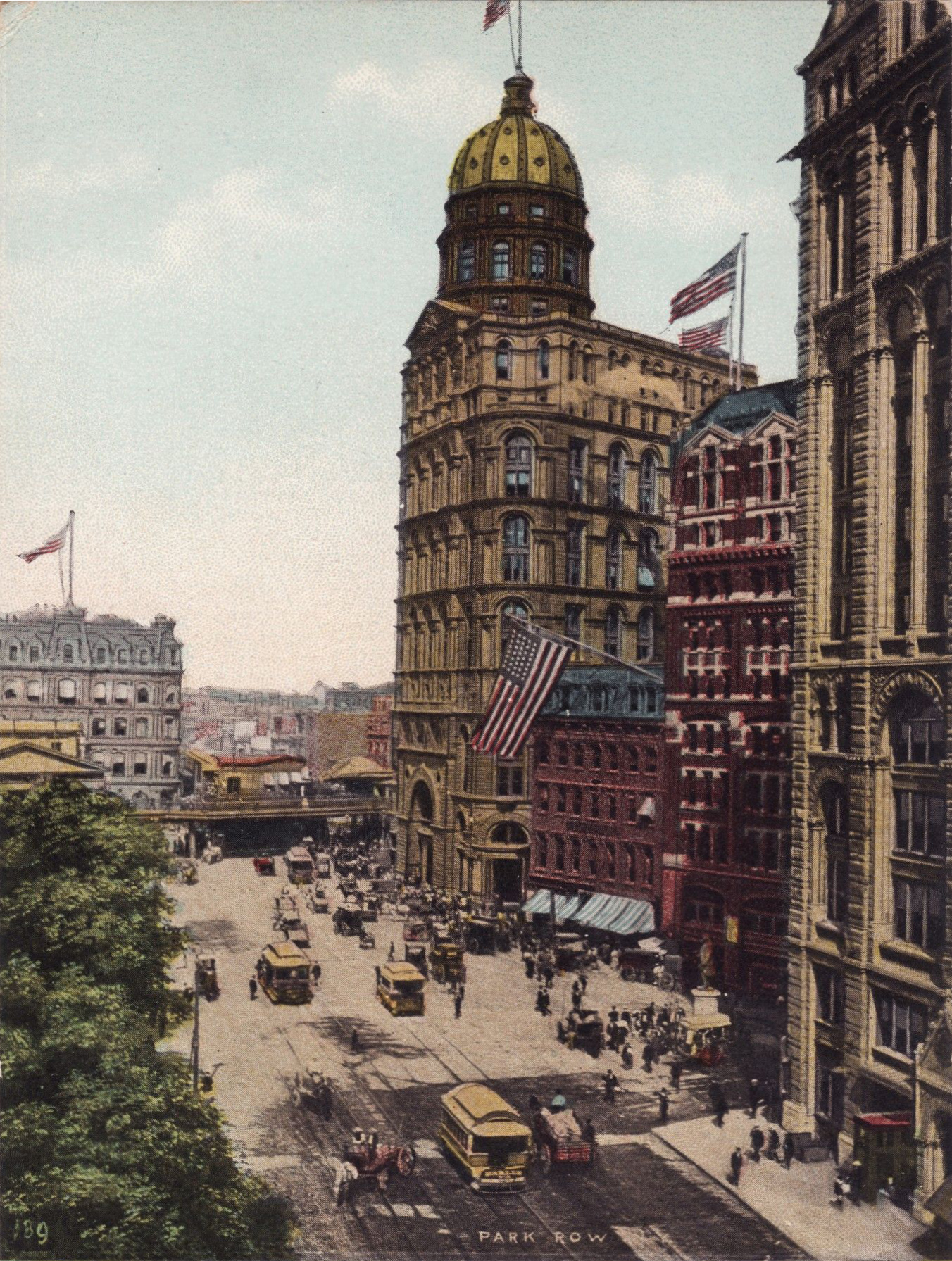
Перший хмарочос New York World Building, зведений 1890 року

Основу сучасної архітектури Нью-Йорка становлять хмарочоси — будинки заввишки понад 150 м. Хоча перші хмарочоси з'явилися в Чикаго, а зараз поширені в усьому світі, архітектурний вигляд Нью-Йорка по праву асоціюється як надвисотне будівництво. В місті збудовано понад 5 000 висотних будівель, з них 50 мають висоту понад 200 м. За кількістю таких будівель Нью-Йорк поступається лише Гонконгу. Розвитку висотного будівництва сприяла замкнутість території (центр міста стоїть на острові), висока ціна землі, а також наявність міцних скельних порід, що виходять практично на поверхню (наприклад, у Центральному парку).
Переважна більшість хмарочосів у Нью-Йорку зосереджена в Мангеттені, хоча свої висотки є й в інших районах. Через необхідність природного освітлення хмарочоси не зведені «плечем до плеча», а чергуються з менш високими будинками. Попри вимушену схожість, висотні будівлі Нью-Йорка досить різноманітні. Більшість хмарочосів мають власні імена. Так, одну з перших офісних висотних будівель на Бродвеї, що отримала ім'я «Боулінг Грін» (англ. Bowling Green), побудували для судноплавних компаній 1898 року англійські архітектори брати Вільям Джеймс і Джордж Ешдаун Одслі. 17-поверхова будівля виконана в лаконічному стилі грецького відродження з використанням класичних ордерів.
Першим справжнім хмарочосом Нью-Йорка вважається незбережений донині New York World Building, побудований 1890 року. Його висота становила 106 метрів. Хоча це була не перша в місті висотка, але World Building став першою будівлею, яка перевершила по висоті 85-метрову Церкву Трійці. World Building залишалася найвищою будівлею до 1899 року, а 1955 року зруйнована для того, щоб звільнити місце під будівництво нового в'їзду на Бруклінський міст.

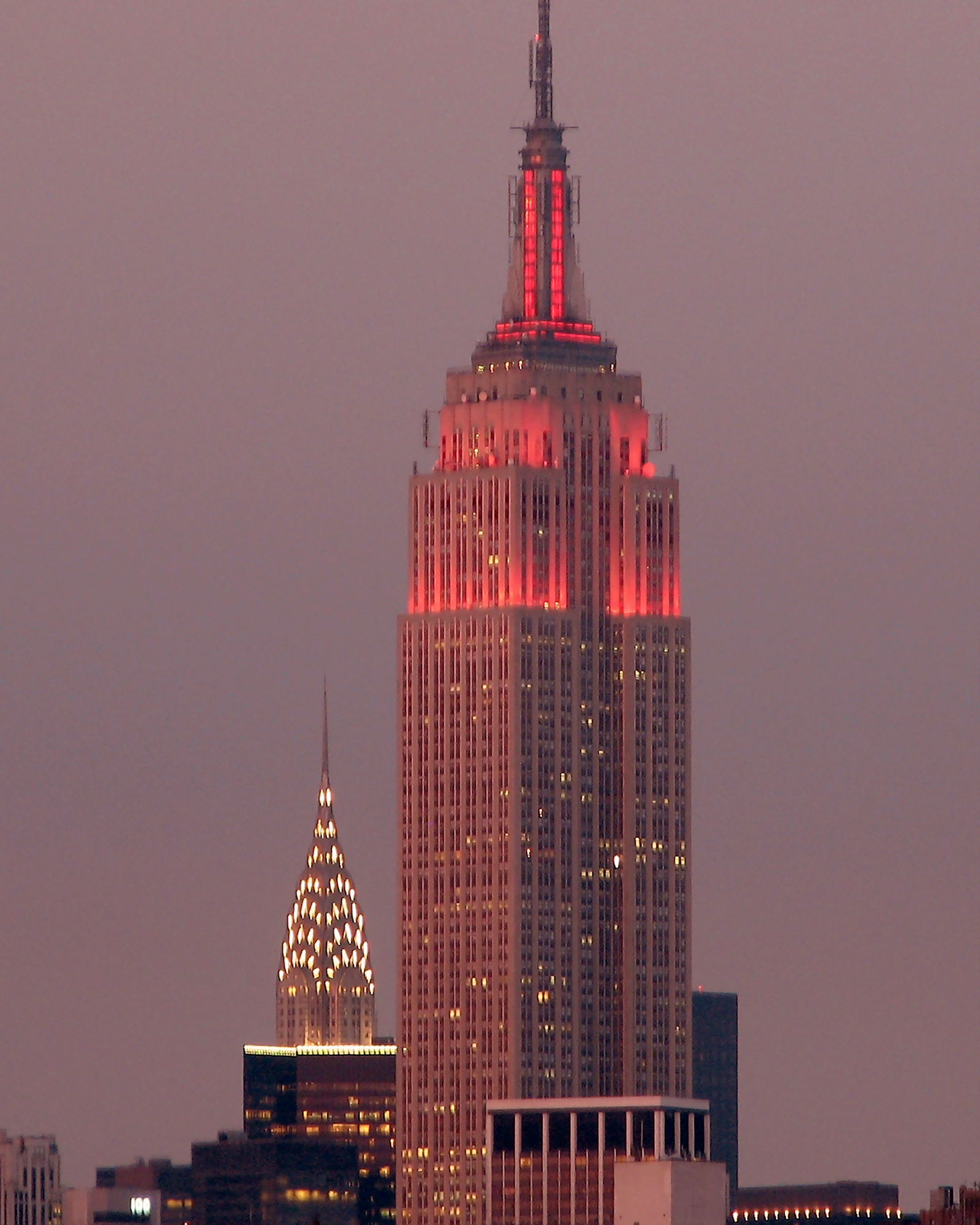
Empire State Building та Chrysler Building, побудовані в стилі Art Deco

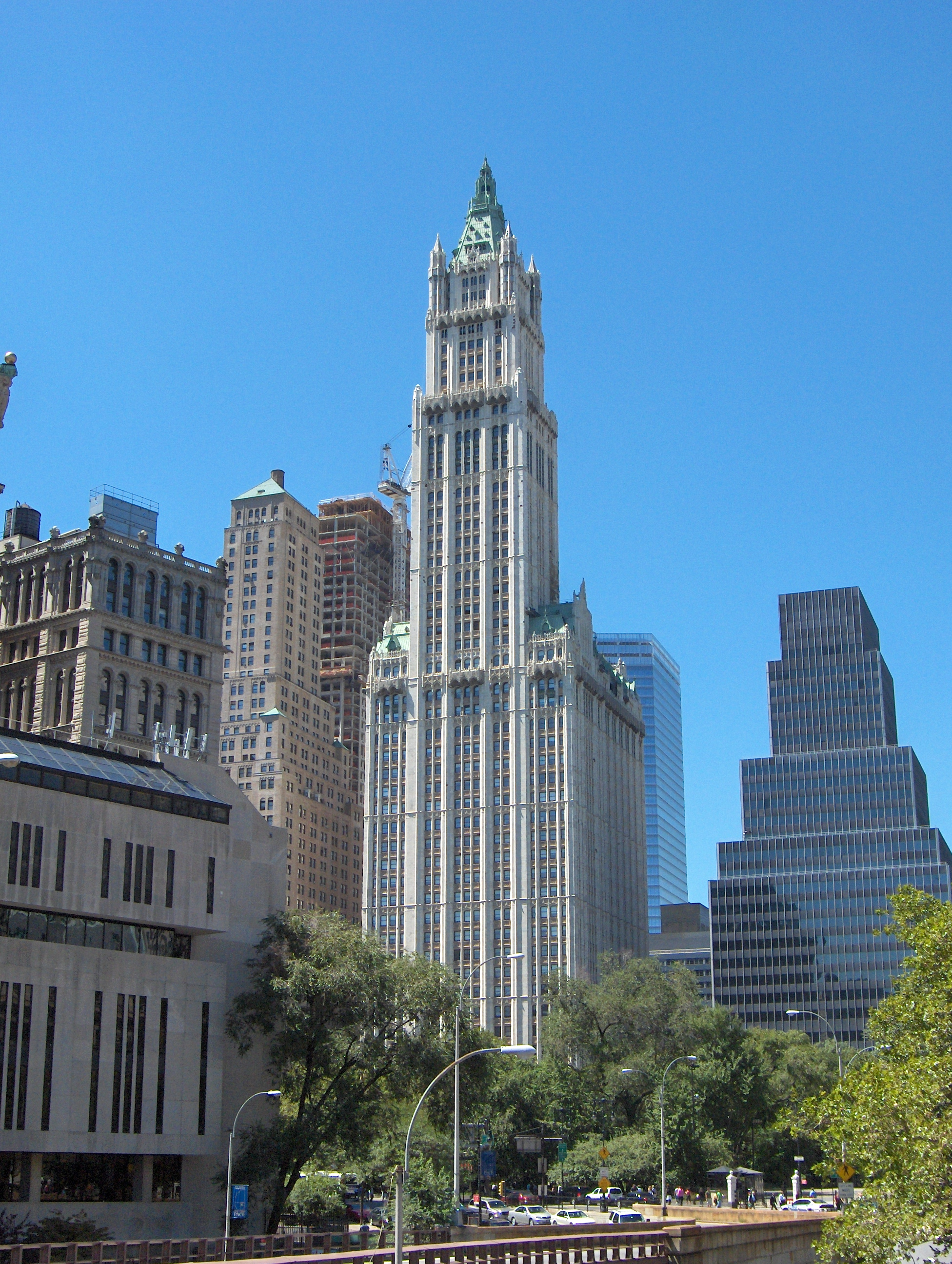
Woolworth Building заввишки 241 м, зведена 1913 року

1907 року практично на березі річки Гудзон архітектор Кас Гілберт (1859—1934) побудував будинок заввишки 99 м, призначений також для судноплавних компаній. Чітке членування верхньої частини фасаду колонами і пірамідальне завершення даху надає будівлі деяку схожість з Вестмінстерським Біг-Беном. В наш час[коли?] будівля має назву West Street Building.
Офісна будівля Woolworth Building заввишки 241 м, зведена 1913 року тим самим Кассом Гілбертом, задумано в неоготичному стилі. Як і більшість будівель у місті, вона має потужний сталевий каркас. Будинок облицьований глазурованими керамічними плитками (так звана, «архітектурна теракота»), що імітують різьблення по каменю. Хмарочос увінчаний дахом з мідним покриттям, що став від часу зеленуватим.
Одна з найкрасивіших будівель міста — 319-метрова Chrysler Building, зведена 1930 року архітектором Вільямом ван Еленом для штаб-квартири однойменної автомобільної компанії. Вона стала першою в світі будівлею, яка перевершила висоту 1 000 футів. Проєкт, виконаний у постмодерністському стилі ар-деко, запам'ятовується вершиною з величезними дугами сталевого кольору, що символізують колеса автомобіля. Таку саму висоту, що й Chrysler Building має Trump Building на Уолл-стріт, якою володіє американський магнат Дональд Трамп.
Найвища будівля Нью-Йорка — 104-поверховий хмарочос ВТЦ заввишки 417 м (541,3 м зі шпилем). Ця будівля зведена в Мангеттені в 2013 році, першою за висотою в США і четвертою за висотою у світі.

## Культура

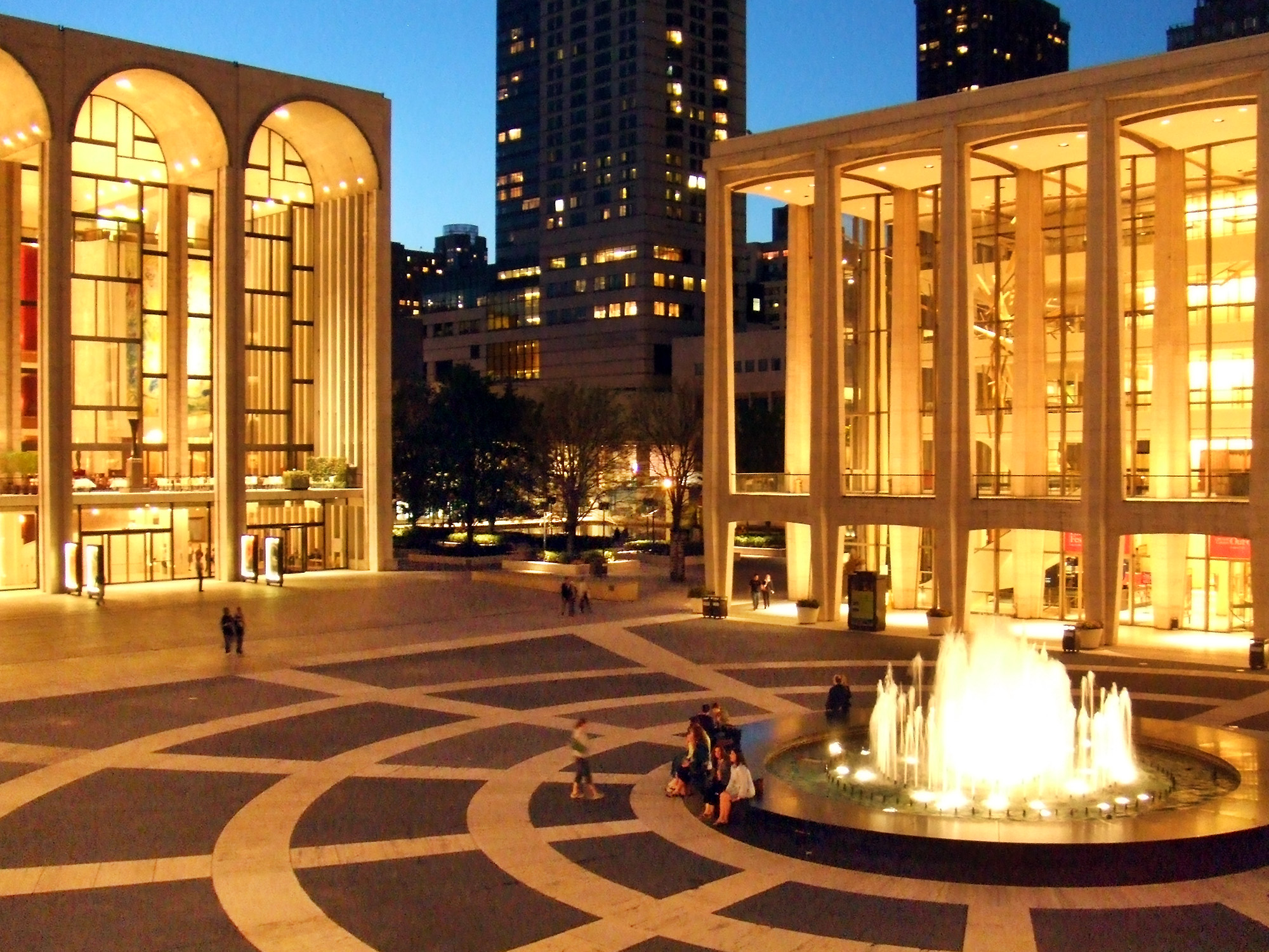
Лінкольн-центр

### Освіта
Див. також Освіта Нью-Йорка
Нью-Йорк має найбільшу освітню систему з усіх міст світу. Освітня інфраструктура міста охоплює початкову освіту, середню освіту, вищу освіту та наукові дослідження. Система державних шкіл міста Нью-Йорк, якою керує Департамент освіти міста Нью-Йорк, є найбільшою системою державних шкіл у Сполучених Штатах, яка обслуговує близько 1,1 мільйона учнів у приблизно 1800 окремих початкових і середніх школах, включаючи чартерні школи. У Нью-Йорку понад 120 вищих навчальних закладів. Зокрема:  Університет Аделфі, Американська академія драматичного мистецтва, Барнард-коледж, Бінгемтонський університет, Бруклінський коледж, Вища школа музики і мистецтва (Нью-Йорк), Гантерський коледж, Джульярдська школа, Коледж Баруха, Колумбійська школа права, Колумбійський університет, Мангеттенська школа музики, Міський коледж Нью-Йорка, Міський університет Нью-Йорка, Нью-Йоркський університет, Рокфеллерський університет, Університет Сент-Джонс (Нью-Йорк), Фордгемський університет

### Музеї
- Музей мистецтва Метрополітен
- Музей сучасного мистецтва (Нью-Йорк)
- Морганівська бібліотека і музей
- Американський музей природознавства
- Центр Джорджа Густава Хея
- Український Музей

### Концертні зали
- Карнегі-хол

### Бібліотеки
- Нью-Йоркська публічна бібліотека
- Морганівська бібліотека і музей
- Бібліотека імені Дага Хаммаршельда (Штаб-квартира ООН)
- Бібліотека рідкісної книги та рукопису Колумбійського університету (Columbia University's Rare Book & Manuscript Library)

### Оркестри
- Нью-Йоркський симфонічний оркестр
- Нью-Йоркський філармонічний оркестр
- Бруклінський філармонічний оркестр

### Театри
- Метрополітен-опера
- Бродвейський театр

## Спорт

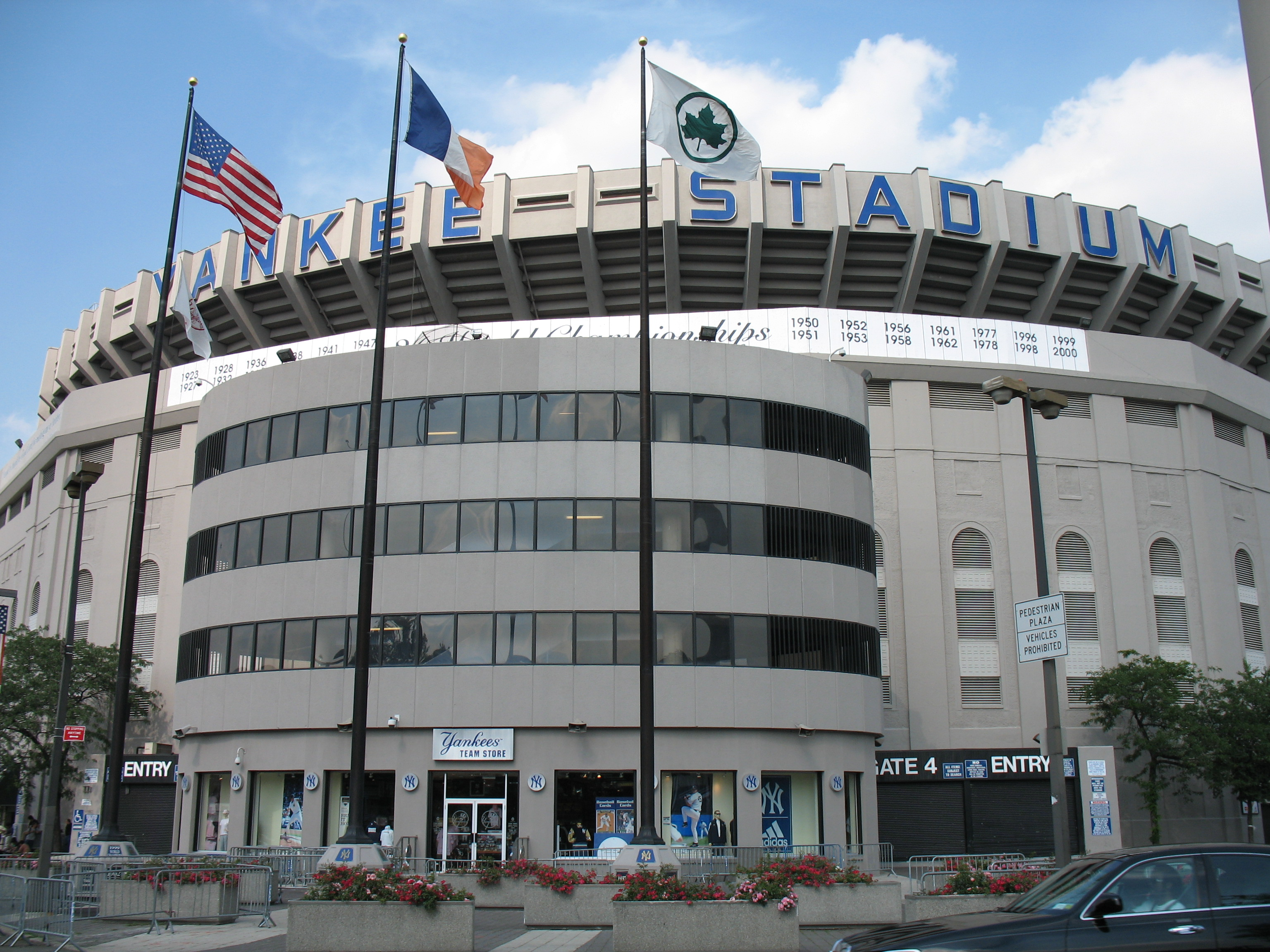
Стадіон Янкі в Окрузі Бронкс

### Бейсбол
Чотири професійні бейсбольні команди грали в місті Нью-Йорку. «Бруклін Доджерс» були в окрузі Бруклін від 1883 до 1958 і переїхали до Лос-Анджелеса під назвою «Лос-Анджелес Доджерс» (англ. Los Angeles Dodgers). «Нью-Йорк Джайентс» були в окрузі Мангеттен від 1883 до 1958 і переїхали до Сан-Франциско під назвою «Сан-Франциско Джайнтс» (англ. San Francisco Giants).
«Нью-Йорк Янкіс» (англ. New York Yankees) переїхали з міста Балтимор, Меріленд у 1901 до округи Бронкс і нині команда є членом Східного дивізіону, Американської бейсбольної ліги, Головної бейсбольної ліги.
«Нью-Йорк Метс» (англ. New York Mets) заснована у 1962 в окрузі Флашінґ, Квінз і нині команда є членом Східного дивізіону, Національної бейсбольної ліги, Головної бейсбольної ліги.

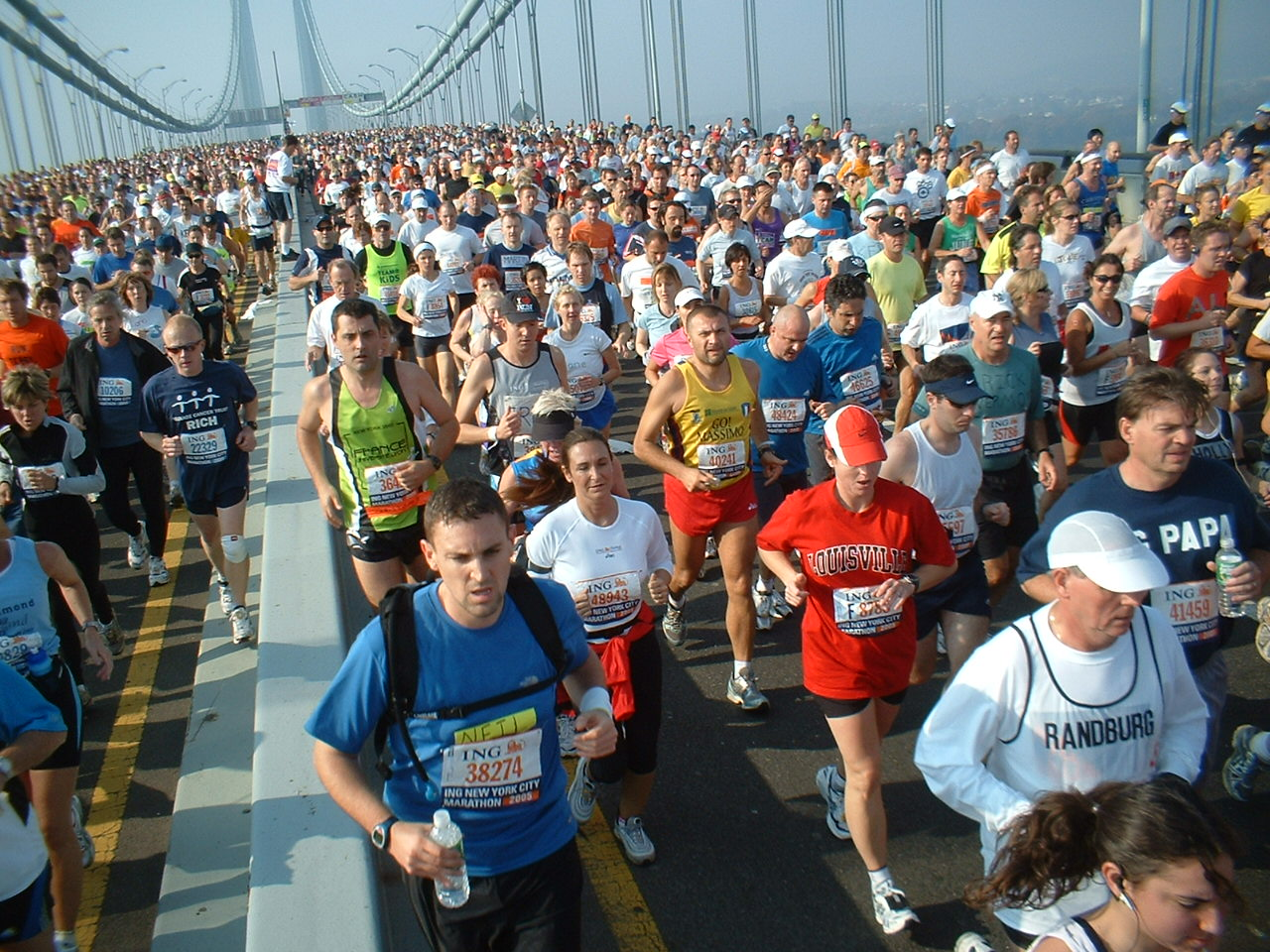
Щорічний Нью-Йоркський марафон — найбільший марафон в світі. На фото бігуни на Мосту Верразано

### Американський футбол
Нью-Йорк має дві професійні команди з американського футболу. «Нью-Йорк Джайентс» (англ. New York Giants) заснована у 1925. Команда є членом Східного дивізіону, Національної футбольної конференції, Національної футбольної ліги.
«Нью-Йорк Джетс» (англ. New York Jets) заснована у 1960. Команда є членом Східного дивізіону, Американської футбольної конференції, Національної футбольної ліги.

### Баскетбол
«Нью-Йорк Нікс» — баскетбольна команда Нью-Йорка.
«Бруклін Нетс» (англ. Brooklyn Nets) — професійна баскетбольна команда, заснована у 1967, з 2012 року базується в окрузі Бруклін міста Нью-Йорка.

### Хокей
Нью-Йорк має дві професійні хокейні команди. «Нью-Йорк Рейнджерс» (англ. New York Rangers) — заснована у 1926 професійна хокейна команда базується на острові Мангеттен. «Нью-Йорк Рейнджерс» одна із шести найстарших команд у Національній хокейній лізі.
«Нью-Йорк Айлендерс» (англ. New York Islanders) — заснована у 1972 році професійна хокейна команда базується в Юніондейл, Лонґ-Айленд.

## Засоби масової інформації
Нью-Йорк — центр культури та інформації США. Тут базуються штаб-квартири головних телевізійних компаній США — CBS, NBC і BBC, діють понад 100 зареєстрованих радіостанцій, що ведуть мовлення в середньохвильовому і ультракороткому діапазонах, друкуються наймасовіші журнали («Newsweek», «Time», «Fortune») і газети з міжнародною репутацією: New York Times, Daily News, New York Post і рупор американського бізнесу The Wall Street Journal, що має найбільший в США наклад. У місті виходять газети більш ніж на 40 мовах.
Засоби масової інформації щодня розносять новини про нескінченну низку подій у різноманітному і бурхливому культурному житті Нью-Йорка; про новини всесвітньо відомого Бродвею, який має 38 сценічні майданчики і є безперечним театральним законодавцем всієї країни; про досягнення вітчизняного і зарубіжного кінематографа, зразки якого демонструються приблизно в 400 кінотеатрах — від велетенського Радіо-Сіті Мюзик-холу на 6,2 тис. місць до зовсім крихітних залів; про програми концертів і виступах знаменитостей, екстравагантних шоу й іншого роду видовищних заходів, у тому числі у всесвітньо відомої «Метрополітен-опера» і концертних залах Аліс Таллі-хол, Карнегі-хол, що славиться своєю чудовою акустикою.

## Персоналії
- Герман Мелвілл (1819—1891) — американський письменник
- Едвард Коннеллі (1859—1928) — американський актор театру і кіно
- Еліс Девенпорт (1864—1936) — американська кіноакторка епохи німого кіно
- Джеймс Маркус (1867—1937) — американський актор
- Чарльз Інслі (1870—1922) — американський актор німого кіно
- Гаррі Рапф (1882—1949) — американський продюсер
- Джеймс Глісон (1882—1959) — американський актор, драматург і сценарист
- К. Генрі Ґордон (1883—1940) — американський актор
- Мері Олден (1883—1946) — американська актриса німого кіно і театру
- Гаррі Гріббон (1885—1961) — американський кіноактор
- Чарльз Кінг (1886—1944) — американський актор
- Карл Страсс (1886—1981) — піонер тривимірної графіки
- Натан Левінсон (1888—1952) — американський звукорежисер
- Юджин О'Нілл (1888—1953) — американський драматург
- Ірвінг Каммінгс (1888—1959) — американський кіноактор, режисер, продюсер і письменник
- Гарпо Маркс (1888—1964) — американський комедійний актор, мім та музикант
- Генк Манн (1888—1971) — американський актор німого кіно, кінорежисер та сценарист
- Френк Морган (1890—1949) — американський актор
- Едвард Арнольд (1890—1956) — американський актор
- Ернест Гілліард (1890—1947) — американський актор
- Гаррі Кон (1891—1958) — американський продюсер
- Бернард Герзбрун (1891—1964) — американським артдиректор та художник-постановник
- Артур Едісон (1891—1970) — американський кінооператор
- Сем Джаффе (1891—1984) — американський актор, викладач, музикант та інженер
- Еліс Брейді (1892—1939) — американська актриса
- Рут Чаттертон (1892—1961) — американська кіно- і театральна акторка
- Віктор Мілнер (1893—1972) — американський кінооператор
- Алан Кросленд (1894—1936) — американський театральний актор і режисер
- Бен Гехт (1894—1964) — один з найуспішних і затребуваних сценаристів класичного Голлівуду
- Сем Тейлор (1895—1958) — американський кінорежисер, сценарист та продюсер
- Річард Бартелмесс (1895—1963) — американський кіноактор і продюсер
- Берт Лар (1895—1967) — американський актор та комік
- Джеральд Даффі (1896—1928) — американський сценарист епохи німого кіно
- Герман Манкевич (1897—1953) — голлівудський сценарист
- Роберт Ріскін (1897—1955) — американський сценарист і драматург
- Пол Гелліко (1897—1976) — американський письменник та спортивний оглядач
- Вінсент Юманс (1898—1946) — американський композитор розважальної музики
- Гамфрі Боґарт (1899—1957) — американський кіноактор
- Джордж К'юкор (1899—1983) — американський кінорежисер і сценарист
- Мей МакЕвой (1899—1984) — американська кіноакторка
- Марк Сендріч (1900—1945) — американський кінорежисер, сценарист і продюсер
- Расселл Хоптон (1900—1945) — американський кіноактор і режисер
- Луїс Едельман (1900—1976) — американський сценарист і продюсер
- Рікардо Кортес (1900—1977) — американський актор
- Альберт Гекетт (1900—1995) — американський драматург і сценарист
- Честер Морріс (1901—1970) — американський актор
- Леон Шамрой (1901—1974) — американський кінооператор
- Корнел Вулріч (1903—1968) — американський письменник, автор творів у жанрах детектив, трилер, нуар
- Фред Нібло (1903—1973) — голлівудський сценарист
- Енн Ревір (1903—1990) — американська акторка
- Едвард Кронджагер (1904—1960) — американський кінооператор
- Констанс Беннетт (1904—1965) — американська актриса і продюсер
- Телма Ріттер (1905—1969) — американська акторка
- Джон Керрадайн (1906—1988) — американський актор
- Джудіт Вуд (1906—2002) — американська акторка кіно
- Сідні Фокс (1907—1942) — американська актриса
- Сізар Ромеро (1907—1994) — американський актор
- Роберт Россен (1908—1966) — американський режисер, сценарист і продюсер
- Джин Раймонд (1908—1998) — американський актор
- Мілтон Берл (1908—2002) — американський актор-комік
- Філіп Дж. Епстейн (1909—1952) — американський сценарист
- Рубі Кілер (1909—1993) — американська актриса, співачка і танцівниц
- Джуліус Дж. Епстейн (1909—2000) — американський сценарист
- Мері Доран (1910—1995) — американська актриса кіно
- Бернард Геррман (1911—1975) — американський кінокомпозитор
- Лі Джей Кобб (1911—1976) — американський актор театру, кіно і телебачення
- Драгунський Віктор Юзефович (1913—1972) — радянський актор і письменник-прозаїк
- Вільям Касл (1914—1977) — американський режисер
- Едмонд О'Браєн (1915—1985) — американський актор
- Еліс Фей (1915—1998) — американська актриса і співачка
- Кінан Вінн (1916—1986) — американський актор
- Селеста Голм (1917—2012) — американська акторка
- Моріс Біндер (1918—1991) — американський кінодизайнер
- Елмер Бернстайн (1922—2005) — композитор
- Чарльз Дернінг (1923—2012) — американський актор
- Лі Марвін (1924—1987) — американський кіноактор
- Род Стайгер (1925—2002) — американський актор
- Джордж Кеннеді (1925—2016) — американський актор
- Фред Гвінн (1926—1993) ― американський актор, художник, автор
- Бен Газзара (1930—2012) — американський актор
- Ентоні Перкінс (1932—1992) — американський актор та режисер
- Майкл Чепмен (1935—2020) — американський кінооператор, режисер та актор
- Сел Мінео (1939—1976) — американський актор театру і кіно
- Барбра Стрейзанд (* 1942) — американська вокалістка, композиторка, авторка текстів, продюсерка, акторка, режисерка та продюсерка фільмів
- Джанет Марґолін (1943—1993) — американська акторка театру та телебачення
- Стокард Ченнінґ (* 1944) — американська акторка театру, кіно і телебачення
- Кетрін Гікс (* 1951) — американська акторка і співачка
- Джон Ландау (* 1960) — американський кінопродюсер
- Метью Бродерік (* 1962) — американський актор театру та кіно, режисер.

## Міста-побратими
- Київ, Україна (2005)
- Каїр (араб. القاهرة), Єгипет (1982)
- Монреаль (фр. Montréal, англ. Montreal), Канада
- Пекін (кит.: 北京), Китай (1983)[37]
- Токіо (яп. 東京), Японія (1960)
- Мадрид, Іспанія (1982)[38]
- Санто-Домінго, Домініканська республіка (1983)
- Будапешт, Угорщина (1992)
- Єрусалим, Ізраїль (1993)
- Лондон, Велика Британія (2001)
- Йоганнесбург, ПАР (2003)